# Команда мрії
«Команда мрії» (фр. Les seigneurs) — комедійний фільм 2012 року.

## Зміст
Патрік — у минулому відомий футболіст і тренер, а зараз просто п'яниця. Єдина робота, яку він може отримати — це тренер аматорської футбольної команди на півночі Франції. І відмовитися не можна, якщо у нього не буде роботи, він позбудеться права опіки над дочкою. Справи на футбольній ниві у листонош, рибалок і бухгалтерів йдуть так собі. І тоді Патріку в голову приходить геніальна думка — запросити колишніх футбольних зірок, які вже повісили бутси на цвях, в команду. Вас чекають веселі пригоди та незабутні футбольні баталії!